# Рация

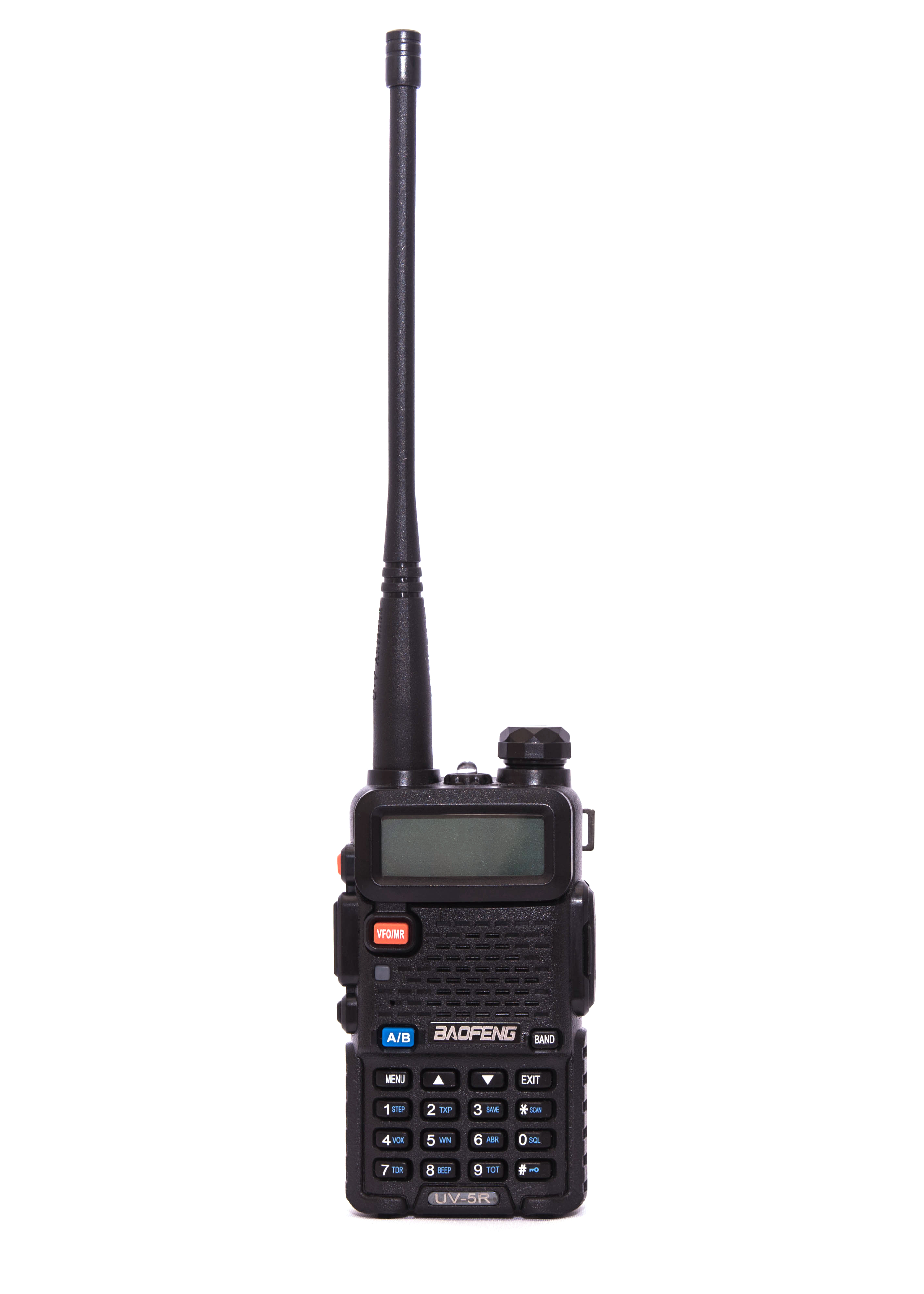
VHF/UHF рация Baofeng UV-5R

Ра́ция — сокращение от радиостанция.
В 1930-е — 1940-е годы рацией нередко называли любую приёмопередающую радиостанцию, в том числе и стационарную; слово употреблялось и в технической литературе, и в официальных документах, например военной переписке. Сейчас под «рациями» обычно подразумеваются портативные или мобильные приёмопередатчики, предназначенные для оперативной связи, в то время как термин «радиостанция» применяется для обозначения и приёмопередающей радиостанции любого класса, и только передающей (например, вещательные радиостанции), и только приёмной (например, у радиолюбителей-наблюдателей). В официальных документах Минсвязи, ГКРЧ, ГРЧЦ термин «рация» не применяется, употребляются термины «станция» и «радиостанция».

## История
Активное развитие портативных раций произошло во время Второй мировой войны, а основной вклад внесли Дональд Хингз, радиоинженер Альфред Гросс и группа инженеров компании Motorola. Изначально подобное устройство создавалось для использования в армии, но после войны получило распространение в обычной жизни, а также в коммерческих целях. Первой переносной рацией, прозванной «Walkie-Talkie» (уоки-токи, «ходилка-говорилка»), стал армейский приёмопередатчик Motorola SCR-300, носимый в рюкзаке. Эта модель была создана командой инженеров из Galvin Manufacturing Company (предшественник компании Motorola) в 1940 году. В эту команду входил Дэн Нобль Dan Noble, который и задумал этот проект с применением частотной модуляции, Рэймонд Йодер (Raymond Yoder), Хенрик Магнуски (Henryk Magnuski), Марион Бонд (Marion Bond), Ллойд Моррис (Lloyd Morris) и Билл Вожел (Bill Vogel).
Во время Второй мировой войны Motorola выпустила более компактную модель SCR-536, которую можно было держать в руке как телефонную трубку — впрочем, довольно большую и тяжёлую. Прозвали её «Handie-Talkie». По дальности связи она уступала первой модели.
На элементной базе 1940-х годов (электронных лампах) удавалось построить и гораздо более миниатюрные приёмопередатчики, вплоть до размеров сигаретной пачки и даже меньше, но миниатюризацию ограничивал размер источников питания. По-настоящему компактные, лёгкие и при этом экономичные средства радиосвязи появились в конце 1950-х — начале 1960-х годов, с развитием полупроводниковой электроники.

## Классификация
В России — в зависимости от диапазона рабочих частот — для граждан или организаций доступны следующие классы раций:
- Си-Би (англ. CB — Citizen`s Band) — 27 МГц (26,960−27,855 МГц) — выделенный для гражданской радиосвязи диапазон частот. В России использование СиБи-рации личного пользования мощностью до 4 Вт не требует никаких разрешений и регистраций, в том числе не требуется разрешение на использование радиочастот.
- Low Band (33-50 МГц) — в России необходимо получать разрешение на использование радиочастоты в Роскомнадзоре и регистрировать рации в Управлении Роскомнадзора по региону.
- УКВ (VHF), точнее часть диапазона VHF — от 136 до 174 МГц; в России необходимо получать разрешение на использование радиочастоты в Роскомнадзоре и зарегистрировать рации в Управлении Роскомнадзора по региону. Также в этом диапазоне есть участок радиочастот 144 −146 МГц, выделенный для радиолюбительской службы на первичной основе (для проведения радиосвязей на данном участке требуется сдать экзамен на радиолюбительскую категорию, получить любительский позывной сигнал опознавания, зарегистрировать радиостанцию в Управлении Роскомнадзора по региону).
- LPD — 69 каналов в диапазоне 433—434 МГц. Без регистрации разрешены рации с интегрированными компактными антеннами с мощностью не более 0,01 Вт.
- PMR — 8 каналов в диапазоне 446 МГц. Без регистрации разрешены рации с интегрированными компактными антеннами с мощностью не более 0,5 Вт. В данном диапазоне работают самые простые и зачастую самые дешёвые рации. Предназначен исключительно для частного использования и для удовлетворения бытовых нужд в радиосвязи широких масс населения. В качестве вызывного канала общепринято использовать канал 8.

## Законодательство
В соответствии с решениями ГКРЧ для гражданской радиосвязи (рации личного пользования физических лиц) на территории Российской Федерации выделены диапазоны частот:
- Си-Би − 27 МГц (разрешённая мощность передатчика до 4 Вт, допускаются к использованию любые типы антенн — компактные, автомобильные, стационарные);
- LPD — 433 МГц (разрешённая мощность передатчика не более 0,01 Вт, с интегрированными компактными антеннами);
- PMR — 446 МГц (разрешённая мощность передатчика не более 0,5 Вт, с интегрированными компактными антеннами).

Применение в России в диапазонах 433—446 МГц более мощных раций либо раций с автомобильными или стационарными антеннами без отдельного разрешения (см. любительская радиосвязь) незаконно.
- Постановлением Правительства РФ от 13 октября 2011 г. № 837 «О внесении изменений в постановление правительства российской федерации от 12 октября 2004 г. № 539» не подлежат регистрации «Станции сухопутной подвижной связи личного пользования диапазона 27 МГц (СиБи-диапазона) с допустимой мощностью излучения передатчика не более 10 Вт».
- С 25 августа 2007 г. не подлежат регистрации радиостанции диапазона 433 МГц с мощностью до 0,01 Вт и 446 МГц с мощностью до 0,5 Вт, в соответствии с постановлением Правительства РФ от 25 июля 2007 г. № 476 «Изменения, которые вводятся в постановление Правительства Российской Федерации от 12 октября 2004 г. № 539 „О порядке регистрации радиоэлектронных средств и высокочастотных устройств“».